# Copa de baloncesto de Alemania 2022
La 55ª edición de la Copa de baloncesto de Alemania (en alemán Deutscher Pokalsieger y conocida popularmente como BBL-Pokal) celebró la final en Berlín el 20 de febrero de 2022. El campeón fue el ALBA Berlín, que lograba así su undécimo trofeo.

## Clasificación
Se clasificaron para disputar la copa los 16 primeros clasificados de la Basketball Bundesliga 2020-21.
| Pos. | Equipo                        | PJ | G  | P  | GF   | GC   | DG   | Pts | Clasificación |
| ---- | ----------------------------- | -- | -- | -- | ---- | ---- | ---- | --- | ------------- |
| 1    | Riesen Ludwigsburg            | 34 | 30 | 4  | 3027 | 2621 | +406 | 60  | Clasificados  |
| 2    | Alba Berlin                   | 34 | 28 | 6  | 2938 | 2585 | +353 | 56  | Clasificados  |
| 3    | Baskets Oldenburg             | 34 | 25 | 9  | 3149 | 2848 | +301 | 50  | Clasificados  |
| 4    | Bayern Munich                 | 34 | 24 | 10 | 2940 | 2721 | +219 | 48  | Clasificados  |
| 5    | Crailsheim Merlins            | 34 | 24 | 10 | 2945 | 2797 | +148 | 48  | Clasificados  |
| 6    | ratiopharm Ulm                | 34 | 23 | 11 | 3005 | 2648 | +357 | 46  | Clasificados  |
| 7    | Hamburg Towers                | 34 | 21 | 13 | 2891 | 2723 | +168 | 42  | Clasificados  |
| 8    | Brose Bamberg                 | 34 | 17 | 17 | 2871 | 2812 | +59  | 34  | Clasificados  |
| 9    | Basketball Löwen Braunschweig | 34 | 16 | 18 | 2857 | 2958 | −101 | 32  | Clasificados  |
| 10   | Medi Bayreuth                 | 34 | 15 | 19 | 2867 | 2877 | −10  | 30  | Clasificados  |
| 11   | Skyliners Frankfurt           | 34 | 13 | 21 | 2613 | 2815 | −202 | 26  | Clasificados  |
| 12   | BG Göttingen                  | 34 | 13 | 21 | 2874 | 3065 | −191 | 26  | Clasificados  |
| 13   | Telekom Baskets Bonn          | 34 | 12 | 22 | 2798 | 2882 | −84  | 24  | Clasificados  |
| 14   | Niners Chemnitz               | 34 | 12 | 22 | 2691 | 2979 | −288 | 24  | Clasificados  |
| 15   | Mitteldeutscher BC            | 34 | 9  | 25 | 2813 | 3057 | −244 | 18  | Clasificados  |
| 16   | s.Oliver Würzburg             | 34 | 9  | 25 | 2636 | 2986 | −350 | 18  | Clasificados  |
| 17   | Giessen 46ers                 | 34 | 8  | 26 | 2912 | 3191 | −279 | 16  |               |
| 18   | Rasta Vechta                  | 34 | 7  | 27 | 2718 | 2980 | −262 | 14  |               |

 Fuente: BBL
Criterios de clasificación: 1) Points; 2) Head-to-head; 3) Points difference; 4) Points scored.

## Octavos de final
Los partidos tuvieron lugar entre el 2 y el 5 de octubre de 2021.
| 2 de octubre de 2021 | Löwen Braunschweig                                          | 97–77                                 | BG Göttingen                                                | |  |
| 18:00                | Parciales: 21–28, 24–17, 20–14, 32–18                       | Parciales: 21–28, 24–17, 20–14, 32–18 | Parciales: 21–28, 24–17, 20–14, 32–18                       | |  |
|                      | Estadísticas Robin Amaize 25 Owen Klassen 7 Ondřej Sehnal 9 | Reporte Pts Reb Asts                  | Estadísticas Zack Bryant 12 Kamar Baldwin 5 Stephen Brown 7 | Pabellón: Volkswagen Halle, Braunschweig Asistencia: 1,586 espectadores Árbitros: Oliver Krause, Zulfikar Oruzgani, Nermin Hodžić |  |

| 2 de octubre de 2021 | Niners Chemnitz                                          | 87–85                                 | ratiopharm Ulm                                                          | |  |
| 18:00                | Parciales: 27–23, 11–14, 19–18, 30–30                    | Parciales: 27–23, 11–14, 19–18, 30–30 | Parciales: 27–23, 11–14, 19–18, 30–30                                   | |  |
|                      | Estadísticas Darion Atkins 19 Atkins 8 Gerald Robinson 6 | Reporte Pts Reb Asts                  | Estadísticas Jaron Blossomgame 22 Cristiano Felício 14 Semaj Christon 5 | Pabellón: Chemnitz Arena, Chemnitz Asistencia: 2,612 espectadores Árbitros: Robert Lottermoser, Gentian Cici, Armin Mutapcic |  |

| 2 de octubre de 2021 | Crailsheim Merlins                                   | 65–63                                              | MHP Riesen Ludwigsburg                                                          | |  |
| 20:30                | Parciales: 19–19, 16–14, 10–10, 8–10 (T.E.: 12–10)   | Parciales: 19–19, 16–14, 10–10, 8–10 (T.E.: 12–10) | Parciales: 19–19, 16–14, 10–10, 8–10 (T.E.: 12–10)                              | |  |
|                      | Estadísticas T. J. Shorts 20 Jaren Lewis 9 Shorts 10 | Reporte Pts Reb Asts                               | Estadísticas Yorman Polas Bartolo 13 Justin Simon 11 Polas Bartolo, Radebaugh 3 | Pabellón: Arena Hohenlohe, Crailsheim Asistencia: 1,977 espectadores Árbitros: Clemens Fritz, Enrico Streit, Christian Theis |  |

| 3 de octubre de 2021 | Skyliners Frankfurt                                               | 75–67                                | Baskets Oldenburg                                                | |  |
| 15:00                | Parciales: 22–20, 14–24, 19–15, 20–8                              | Parciales: 22–20, 14–24, 19–15, 20–8 | Parciales: 22–20, 14–24, 19–15, 20–8                             | |  |
|                      | Estadísticas Len Schoormann 17 Matt Haarms 9 Quantez Robertson 11 | Reporte Pts Reb Asts                 | Estadísticas Max Heidegger 15 Sebastian Herrera 4 Phil Pressey 5 | Pabellón: Fraport Arena, Frankfurt Asistencia: 850 espectadores Árbitros: Anne Panther, Martin Matip, Moritz Krüper |  |

| 3 de octubre de 2021 | s.Oliver Würzburg                                              | 97–78                                 | Syntainics MBC                                              | |  |
| 15:00                | Parciales: 23–17, 26–17, 19–19, 29–25                          | Parciales: 23–17, 26–17, 19–19, 29–25 | Parciales: 23–17, 26–17, 19–19, 29–25                       | |  |
|                      | Estadísticas Nico Carvacho 18 Nico Carvacho 7 William Buford 5 | Reporte Pts Reb Asts                  | Estadísticas Morris, Rebić 17 Chris Coffey 8 Nikola Rebić 6 | Pabellón: s.Oliver Arena, Würzburg Asistencia: 1,350 espectadores Árbitros: Christof Madinger, Nicolas Brendel, Dominik Bejaoui |  |

| 3 de octubre de 2021 | Alba Berlin                                                | 83–80                                               | Telekom Baskets Bonn                                                                   | |  |
| 18:00                | Parciales: 14–17, 17–21, 19–19, 20–13 (T.E.: 13–10)        | Parciales: 14–17, 17–21, 19–19, 20–13 (T.E.: 13–10) | Parciales: 14–17, 17–21, 19–19, 20–13 (T.E.: 13–10)                                    | |  |
|                      | Estadísticas Yovel Zoosman 20 Luke Sikma 14 Jaleen Smith 5 | Reporte Pts Reb Asts                                | Estadísticas Parker Jackson-Cartwright 26 Justin Gorham 11 Parker Jackson-Cartwright 9 | Pabellón: Mercedes-Benz Arena, Berlín Asistencia: 3,115 espectadores Árbitros: Carsten Straube, Steve Bittner, Tamer Arik |  |

| 3 de octubre de 2021 | Bayern Munich                                                | 98–77                                 | Brose Bamberg                                                       | |  |
| 20:30                | Parciales: 19–21, 23–24, 32–18, 24–14                        | Parciales: 19–21, 23–24, 32–18, 24–14 | Parciales: 19–21, 23–24, 32–18, 24–14                               | |  |
|                      | Estadísticas Corey Walden 25 Jason George 5 Žan Mark Šiško 6 | Reporte Pts Reb Asts                  | Estadísticas Omar Prewitt 15 Justin Robinson 5 Heckmann, Robinson 5 | Pabellón: Audi Dome, Múnich Asistencia: 1,928 espectadores Árbitros: Moritz Reiter, Nesa Kovacevic, Andreas Bohn |  |

| 5 de octubre de 2021 | Medi Bayreuth                                                    | 93–84                                 | Hamburg Towers                                               | |  |
| 19:00                | Parciales: 21–24, 26–23, 30–12, 16–25                            | Parciales: 21–24, 26–23, 30–12, 16–25 | Parciales: 21–24, 26–23, 30–12, 16–25                        | |  |
|                      | Estadísticas Janari Jõesaar 22 Martynas Sajus 7 Bastian Doreth 9 | Reporte Pts Reb Asts                  | Estadísticas Jaylon Brown 19 Seth Hinrichs 5 Seth Hinrichs 4 | Pabellón: Oberfrankenhalle, Bayreuth Asistencia: 1,617 espectadores Árbitros: Benjamin Barth, Johannes Hack, Konstantin Simonow |  |

## Cuartos de final
El sorteo se celebró el 5 de octubre de 2021. Los partidos tuvieron lugar el 13 y 14 de noviembre de 2021.
| 13 de noviembre de 2021 | Löwen Braunschweig                                           | 86–65                                 | Skyliners Frankfurt                                            | |  |
| 18:00                   | Parciales: 22–12, 18–18, 21–23, 25–12                        | Parciales: 22–12, 18–18, 21–23, 25–12 | Parciales: 22–12, 18–18, 21–23, 25–12                          | |  |
|                         | Estadísticas David Krämer 19 Owen Klassen 10 Ondřej Sehnal 7 | Reporte Pts Reb Asts                  | Estadísticas Len Schoormann 20 Rasheed Moore 6 Badio, Cherry 4 | Pabellón: Volkswagen Halle, Braunschweig Asistencia: 2,051 espectadores Árbitros: Gentian Cici, Martin Matip, Zulifkar Oruzgani |  |

| 13 de noviembre de 2021 | Medi Bayreuth                                                     | 57–84                                | Alba Berlin                                                   | |  |
| 20:30                   | Parciales: 8–30, 17–17, 18–20, 14–17                              | Parciales: 8–30, 17–17, 18–20, 14–17 | Parciales: 8–30, 17–17, 18–20, 14–17                          | |  |
|                         | Estadísticas Marcus Thornton 14 Martynas Sajus 9 Bastian Doreth 4 | Reporte Pts Reb Asts                 | Estadísticas Oscar da Silva 17 Louis Olinde 10 Blatt, Sikma 5 | Pabellón: Oberfrankenhalle, Bayreuth Asistencia: 2,033 espectadores Árbitros: Clemens Fritz, Carsten Straube, Christof Madinger |  |

| 14 de noviembre de 2021 | Niners Chemnitz                                                 | 85–80                                 | Bayern Múnich                                                  | |  |
| 18:00                   | Parciales: 21–26, 23–13, 28–14, 13–27                           | Parciales: 21–26, 23–13, 28–14, 13–27 | Parciales: 21–26, 23–13, 28–14, 13–27                          | |  |
|                         | Estadísticas Darion Atkins 21 Darion Atkins 7 Frantz Massenat 7 | Reporte Pts Reb Asts                  | Estadísticas Andreas Obst 18 Lučić, Rubit 6 Nick Weiler-Babb 4 | Pabellón: Chemnitz Arena, Chemnitz Asistencia: 3,680 espectadores Árbitros: Robert Lottermoser, Anne Panther, Steve Bittner |  |

| 14 de noviembre de 2021 | Crailsheim Merlins                                  | 82–79                                 | s.Oliver Würzburg                                         | |  |
| 20:30                   | Parciales: 23–16, 20–23, 24–14, 15–26               | Parciales: 23–16, 20–23, 24–14, 15–26 | Parciales: 23–16, 20–23, 24–14, 15–26                     | |  |
|                         | Estadísticas T. J. Shorts 22 Bleck 8 T. J. Shorts 5 | Reporte Pts Reb Asts                  | Estadísticas Buford 18 Buford, Moller 9 Buford, Johnson 4 | Pabellón: Arena Hohenlohe, Crailsheim Asistencia: 1,892 espectadores Árbitros: Moritz Reiter, Benjamin Barth, Enrico Streit |  |

## Final four
El sorteo tuvo lugar el 14 de noviembre de 2021. Los partidos se disputaron el 19 y 20 de febrero de 2022 en Berlín.
|  | Semifinales        | Semifinales |                    |    | Final | Final |
|  |                    |             |                    |    |       |       |
|  | 19 de febrero      |             |                    |    |       |       |
|  |                    |             |                    |    |       |       |
|  | Löwen Braunschweig | 71          |                    |    |       |       |
|  | Löwen Braunschweig | 71          | 20 de febrero      |    |       |       |
|  | Crailsheim Merlins | 85          |                    |    |       |       |
|  | Crailsheim Merlins | 85          | Crailsheim Merlins | 76 |       |       |
|  | 19 de febrero      |             | Crailsheim Merlins | 76 |       |       |
|  |                    | Alba Berlin | 86                 |    |       |       |
|  | Alba Berlin        | Alba Berlin | 86                 | 91 |       |       |
|  | Alba Berlin        |             |                    | 91 |       |       |
|  | Niners Chemnitz    | 81          |                    |    |       |       |
|  | Niners Chemnitz    | 81          |                    |    |       |       |

### Semifinales
| 19 de febrero de 2022 | Löwen Braunschweig                                          | 71–85                                 | Crailsheim Merlins                                                | |  |
| 16:00                 | Parciales: 21–19, 15–27, 21–11, 14–28                       | Parciales: 21–19, 15–27, 21–11, 14–28 | Parciales: 21–19, 15–27, 21–11, 14–28                             | |  |
|                       | Estadísticas David Krämer 25 David Krämer 9 Ondřej Sehnal 8 | Reporte Pts Reb Asts                  | Estadísticas T. J. Shorts 26 Richmond Aririguzoh 8 T. J. Shorts 9 | Pabellón: Mercedes-Benz Arena, Berlín Asistencia: 4,000 espectadores Árbitros: Robert Lottermoser, Moritz Reiter, Steve Bittner |  |

| 19 de febrero de 2022 | Alba Berlin                                          | 91–81                                | Niners Chemnitz                                               | |  |
| 19:30                 | Parciales: 23–31, 18–8, 28–19, 22–23                 | Parciales: 23–31, 18–8, 28–19, 22–23 | Parciales: 23–31, 18–8, 28–19, 22–23                          | |  |
|                       | Estadísticas Lô, Smith 19 Luke Sikma 10 Luke Sikma 6 | Reporte Pts Reb Asts                 | Estadísticas Isiaha Mike 15 Darion Atkins 9 Frantz Massenat 5 | Pabellón: Mercedes-Benz Arena, Berlín Asistencia: 4,000 espectadores Árbitros: Anne Panther, Gentian Cici, Christof Madinger |  |

### Final
| 20 de febrero de 2022 | Crailsheim Merlins                                                 | 76–86                                 | Alba Berlin                                            | |  |
| 16:00                 | Parciales: 22–15, 21–24, 15–15, 18–22                              | Parciales: 22–15, 21–24, 15–15, 18–22 | Parciales: 22–15, 21–24, 15–15, 18–22                  | |  |
|                       | Estadísticas T. J. Shorts 30 Bogdan Radosavljević 9 T. J. Shorts 4 | Reporte Pts Reb Asts                  | Estadísticas Maodo Lô 20 Oscar da Silva 8 Luke Sikma 5 | Pabellón: Mercedes-Benz Arena, Berlín Asistencia: 4,000 espectadores Árbitros: Anne Panther, Robert Lottermoser, Gentian Cici |  |